# Дисилишко езеро
Дисилишкото езеро е ледниково езеро в Северен Пирин, разположено в Полежанския циркус на 500 m северозападно от връх Безбог и на 1200 m североизточно от връх Полежан. То се намира на 2348,8 m н.в., площта му е 6,5 декара при размери 150 на 70 m. От него изтича река Дисилица, която се приема за начало на Добринищката река, десен приток на Места.